# Almorchón
Almorchón es un poblado ferroviario español perteneciente al municipio de Cabeza del Buey, en la provincia de Badajoz (Extremadura). El núcleo de población se encuentra situado junto a la estación de Almorchón, un nudo ferroviario donde se bifurcan las líneas Ciudad Real-Badajoz y Córdoba-Almorchón. Desde finales del siglo XIX se articuló un poblado de cierto tamaño que contaba con escuela, economato, iglesia parroquial y fondas para viajeros.

## Historia
En 1865 el ferrocarril llegó a la zona con la inauguración de la estación de Almorchón, perteneciente a la línea que pretendía enlazar Ciudad Real y Badajoz. Este trazado, que entró en servicio en 1866, sería seguido por la inauguración dos años más tarde de otra línea que iba hasta Belmez (Córdoba). Esta circunstancia llevó a que en este lugar se instalaran un depósito de locomotoras y otras instalaciones ferroviarias, lo que a la larga acabó requiriendo la presencia de numerosos trabajadores para atender los distintos servicios del complejo. A comienzo de la década de 1880 se inició la construcción de dormitorios para el personal que estaba de paso y de viviendas para aquellos trabajadores que tenían destino fijo en Almorchón.
La condición de nudo ferroviario supuso que en Almorchón se detuvieran trenes procedentes de Córdoba, Madrid y Badajoz, lo que se traducía en un gran movimiento de pasajeros. En la década de 1960 el poblado contaba con unos 1.200 habitantes. La clausura del depósito de locomotoras en la década de 1970 y la introducción de avances técnicos que requerían menos personal en la estación marcaron el declive del poblado ferroviario.

## Situación geográfica
El poblado de Almorchón está situado a seis kilómetros de Cabeza del Buey. Pertenece a la comarca de La Serena y al Partido judicial de Castuera.

## Patrimonio
- Iglesia parroquial católica de Nuestra Señora de la Soledad, en la Archidiócesis de Mérida-Badajoz.[3]
- Castillo de Almorchón.